# Бёрфорд, Рэйчел
Рэйчел Бёрфорд (англ. Rachael Burford, родилась 19 августа 1986) — английская регбистка, центровая команды «Таррок», сборных Англии по регби-15 и регби-7. Чемпионка мира по классическому регби 2014 года, чемпионка Европы по регби-7 2012 года. Лучшая регбистка Англии по итогам сезона 2013/2014 по версии Ассоциации игроков регби.

## Карьера

### Клубная
С шести лет в регби. Воспитанница школы клуба «Медуэй», провела в основной команде этого клуба 10 лет. С 2014 года играет за «Таррок».

### В сборной
В сборной Англии по регби-15 дебютировала в 2006 году. Играла с ней на трёх чемпионатах мира: 2006, 2010 и 2014 годов. В 2006 и 2010 годах Англия доходила до финала, но проигрывала оба раза Новой Зеландии; в 2014 году в финале Англия обыграла Канаду. Тем самым в активе Бёрфорд одна золотая медаль мировых первенств и две серебряных.
В составе сборной по регби-7 Рэйчел играла на чемпионатах мира по регби-7 в 2009 и 2013 годах, но Англия там выходила только во второй по значимости турнир («тарелка»), выиграв его в 2009 году и проиграв в 2013 году в утешительном финале. В 2012 году она выиграла чемпионат Европы по регби-7.

## Личная жизнь
Рэйчел родом из регбийной семьи: её мать, Рената, полька по происхождению и профессиональная регбистка. Есть также сестра Луиз, также регбистка.
Училась в школе Томаса Авелинга в Рочестере. Окончила Медуэйский колледж по специальности «консультирование», дипломированный психолог.